# Breuklijn (sociologie)
Breuklijn is een term die vooral in Vlaanderen in de sociologie gebruikt wordt om een verdeeldheid in de samenleving aan te duiden. Breuklijnen komen voort uit conflicten. Deze conflicten kunnen al jaren achter ons liggen en in sommige gevallen zelfs al opgelost zijn, toch blijft een breuklijn bestaan en kan deze de samenleving opdelen (verzuiling) en leiden tot het ontstaan van ideologieën en politieke partijen.
Bekende breuklijnen zijn de tegenstelling tussen arm en rijk, tussen links en rechts en tussen gelovigen en ongelovigen. Andere zijn stad tegen platteland en centrum tegen periferie.

## Breuklijnen in België
Socioloog Luc Huyse van de KU Leuven deed veel onderzoek naar breuklijnen binnen de Belgische samenleving. Volgens hem waren de bestaande breuklijnen in België katholiek/vrijzinnig, Vlaams/Waals en kapitaal/arbeid.
Sommige onderzoekers menen dat er alsmaar meer breuklijnen bij komen naargelang de samenleving evolueert. Zo beschreef Guy Verhofstadt in zijn tweede burgermanifest de breuklijn tussen de burger en de van hem vervreemde overheid. Anderen hebben het dan weer over een breuklijn tussen burgers die voor de multiculturele samenleving zijn en de extreemrechts-populistische politieke strekkingen.